# Magba
Magba is een stad in de Ouest provincie, in het westen van Kameroen. De stad is gelegen in het departement Noun.